# 那覇市立開南小学校
那覇市立開南小学校（なはしりつ かいなんしょうがっこう）は、沖縄県那覇市泉崎1丁目にある公立小学校。

## 由来
戦前、那覇市桶川には旧制開南中学校があった。同校は、1936年に志喜屋孝信により設立され、当時の沖縄県では唯一の私立中学校であったが、沖縄戦に際して校舎が那覇大空襲で焼失、教職員と生徒も他校と同様に鉄血勤皇隊に編成され、結果多くの者が戦死して壊滅、廃校となった（慰霊碑が糸満市の平和創造の森公園内に建立されている）。
開南小学校は当初、旧制開南中学校の校名と跡地を受け継ぐ形で1947年6月6日に開校し、1952年に現在地に移転した。校区は主に那覇市松尾・樋川・泉崎で、昭和30年代は戦後に各地から移住した住民の子弟が多く在籍し、1学年1クラスに45～60名、15～18組にも及ぶ超過密校であった。当時の在校生には琉球政府高官や沖縄政財界の子弟も多く、米国民政府や琉球政府の庁舎に隣接していたため、校庭にヘリコプターが着陸することもあった。

## 沿革
出典
- 1947年（昭和22年）
  - 3月31日 - 沖縄民政府より開南初等学校設置が認可される。
  - 6月6日 - 壷屋初等学校より、当区域の児童778人を引き取り、元開南中学校跡に校地を設定し、8年制の開南初等学校として開校。
  - 11月15日 - 刑務所跡の軍施設建物（コンセット15棟）を譲り受け、校舎として使用
- 1948年（昭和23年）4月8日 - 6・3・3制実施により、7学年以上は中学校へ移籍（6年制に移行）。
- 1951年（昭和26年）12月1日 - 久茂地初等学校設立により、10区の児童は久茂地小学校へ分離。
- 1952年（昭和27年）
  - 3月22日 - 上泉町（現在地）に移転（コンセット14教室を移設）。　　
  - 7月1日 - 学制改革により、開南小学校と改称。
- 1953年（昭和28年）
  - 7月11日 - 新校舎落成（10教室ブロック建）
  - 11月27日 - 校歌制定（作詞:友寄景勝・作曲:仲地喜行）、校旗樹立。
- 1954年（昭和29年）
  - 1月25日 - 学校図書館開設。
  - 5月31日 - 北校舎4教室竣工。
  - 12月6日 - 東校舎18教室竣工。
- 1956年（昭和31年）2月8日 - 南校舎8教室竣工。
- 1957年（昭和32年）
  - 2月4日 - 南校舎6教室竣工。
  - 3月14日 - 創立10周年記念事業としてブロック建平屋図書館21坪竣工（PTA寄贈）。
- 1958年（昭和33年）9月23日 - 幼稚園園舎3教室竣工。
- 1959年（昭和34年）1月19日 - パン給食開始（米国リバック援助物資による）昭和38年
  - 10月18日 - 3階建校舎、屋上貯水タンク並びに2階・3階の手洗い場竣工。
  - 10月29日 - 図書館を拡張して40坪の給食調理場に改造。
- 1964年（昭和39年）
  - 5月14日 - 完全給食実施。
  - 11月6日 - 特殊（精薄）学級を特設。
- 1967年（昭和42年）6月20日 - 創立20周年記念事業として記念図書館（50坪）竣工。
- 1970年（昭和45年）4月7日 - 風疹児相談室設置。
- 1971年（昭和46年）11月19日 - 淡水プール落成。
- 1972年（昭和47年）5月31日 - 難聴学級改装。
- 1977年（昭和52年）
  - 1月11日 - 30周年記念事業の放送施設完成。
  - 5月6日 - 防火施設完成。
  - 9月1日 - 全学級カラーテレビ放送開始。
- 1978年（昭和53年）
  - 3月23日 - 難聴児が卒業し、閉級となる。
  - 7月3日 - 北側校舎（2号校舎）の一部解体工事開始。
- 1979年（昭和54年）
  - 3月25日 - 体育館竣工。
  - 7月25日 - 南側校舎（3号6教室）の一部解体工事再開。
- 1980年（昭和55年）5月8日 - 改築校舎（管理棟及び11教室）完成。
- 1981年（昭和56年）
  - 3月25日 - 改築校舎（特別教室(理科2、家庭2、特殊2)・14教室）正門完成。
  - 4月30日 - 運動場周辺花壇整備工事終了。
- 1982年（昭和57年）3月5日 - 吹奏楽部第1回発表会。
- 1984年（昭和59年）1月21日 - コミュニティー道路側ブロック塀を鉄柵に改装。
- 1985年（昭和60年）
  - 3月20日 - 昭和59・60年度卒業生記念庭園完成。
  - 11月29日 - 裏門側交通信号機設置（スクールゾーン委員会の要請）。
- 1987年（昭和62年）
  - 6月6日 - 創立40周年記念式典挙行し、祝賀会開催。
  - 6月15日 - 創立40周年記念碑除幕式挙行。
- 1990年（平成2年）8月30日 - 全教室にビデオデッキの設置。
- 1997年（平成9年）
  - 6月17日 - リュウキュウコクタン100本植樹（忠孝酒造株式会社より寄贈）。
  - 11月20日 - コンピュータ教室工事完了。
- 1998年（平成10年）
  - 2月20日 - 創立50周年記念事業として、「渡り廊下」完成。
  - 2月21日 - 創立50周年記念式典挙行し、祝賀会開催。
- 1999年（平成11年）
  - 1月24日 - 吉田嗣正校長退職記念植樹（ガジュマル）。
  - 12月13日 - 壷屋在住の宮城セツ氏より油絵が寄贈される。
  - 12月17日 - 泉崎村学校跡記念碑除幕式挙行。
- 2006年（平成18年）7月23日 - 創立60周年記念PTA主催夏祭り開催。
- 2007年（平成19年）
  - 3月18日 - 創立60周年資金造成グランドゴルフ大会開催。
  - 9月5日 - 創立60周年記念事業として、吉野やよいさんと語る会開催。
  - 9月6日 - 創立60周年記念事業として、体育館電動スクリーン設置。
  - 9月13日 - 創立60周年記念授業として、校歌録音実施。
  - 12月11日  創立60周年記念事業として、記念コンサート開催。
- 2008年（平成20年）
  - 2月3日 - 創立60周年記念式典挙行し、記念学芸会と祝賀会開催。
  - 8月16日 - タイムボックス開封式（2000年度卒業生）。
- 2017年（平成29年）
  - 8月12日 - 創立40周年タイムカプセル開封式。
  - 12月16日 - 70周年記念チャリティコンサート開催。
- 2018年（平成30年）2月3日 - 開南小学校・幼稚園70周年記念式典挙行し、祝賀会開催。
- 2019年（令和元年）
  - 7月10日 - 洋式トイレ工事完了。
  - 12月9日 - 体育館・プール解体工事開始。
- 2020年（令和2年）
  - 7月17日 - 体育館・プール解体工事終了。
  - 8月14日  調理場解体工事開始。
  - 10月23日 - 埋蔵文化財発掘調査開始。
- 2021年（令和3年）
  - 1月29日 - この日から2月5日まで、WiFi工事実施。
  - 3月12日 - 調理場解体工事終了。
  - 3月31日 - 埋蔵文化財発掘調査終了。
  - 4月1日 - 体育館・プール建設工事開始。
  - 4月8日 - 令和3年度入学式挙行したが、新型コロナウイルス感染症により、同日から臨時休業となる（同月20日まで）。
  - 8月23日 - 新型コロナウイルス感染症による夏季休業延長（同月29日まで)。
  - 8月30日 - 新型コロナウイルス感染症による臨時休業（9月5日まで）。
  - 9月6日 - 学校再開。ただし、同日から9月13日までは、分散登校実施。
- 2022年（令和4年）
  - 1月12日 - 新型コロナウイルス感染症による分散登校開始（1月31日まで）。
  - 6月1日 - 体育館・プール引き渡し。

## 通学区域
出典
- 旭町（全域）
- 泉崎（2丁目23番地を除く。2丁目23番地は城岳小学校の学区。）
- 久茂地（1丁目1〜5番地）
- 壺川（3丁目1〜2番地）
- 松尾（1丁目(全域)、2丁目(3〜4番地、12〜22番地)）

## 進学先中学校
出典
- 那覇市立上山中学校 - 旭町と泉崎（2丁目103番地を除く）、及び久茂地と松尾から通う児童の主な進学先
- 那覇市立古蔵中学校 - 泉崎2丁目103番地と壺川から通う児童の主な進学先

## 著名な卒業生
- 新垣結衣 - 女優・歌手・ファッションモデル。
- 國場幸之助 - 政治家。自由民主党所属の衆議院議員（2期）。元沖縄県議会議員（2期）。
- 仲井眞弘多 - 政治家。第6代沖縄県知事。
- 宮平照美 - 音楽家。

## アクセス
- 那覇バス「上泉」停留所より、
  - 旭橋・那覇バスターミナル方面発のりばから、徒歩約145m・約数分。
  - 旭橋・那覇バスターミナル方面行のりばから、徒歩約165m・約数分。
    - なお、「那覇バスターミナル」停留所や「旭橋」停留所、及び沖縄県庁周辺の停留所からもアクセス可能。
- 沖縄都市モノレール沖縄都市モノレール線（ゆいレール）
  - 旭橋駅から、徒歩約530m・約11分（最短ルート移動した場合）。
  - 県庁前駅から、徒歩約390m・約6分。

## 周辺
那覇市中心部に位置する。
- 那覇市立開南こども園 - 同一敷地内で、かつ進級前こども園。
- 那覇市役所 - 敷地が隣接。
- 沖縄県警察本部 - 那覇市道をはさんで、敷地が隣接。
- 那覇警察署県庁前交番
- 沖縄県庁 - 那覇市道をはさんで、敷地が隣接。
- 沖縄県道222号真地泉崎線
- ローソン那覇ハーバービュー通り店
- グッジョブセンターおきなわ
- いずみ幼児園 - 進級前幼児園
- 国道507号線
- 那覇オーパ
- 那覇バスターミナル
- 南部合同庁舎
- パレットくもじ
- 沖縄都市モノレール沖縄都市モノレール線（ゆいレール）
  - 旭橋駅
  - 県庁前駅
- この他、宿泊施設や中小規模のマンション・アパート等も点在する。